# Croix de Fresnoy-lès-Roye
La croix de Fresnoy-lès-Roye est une croix monumentale située sur le territoire de la commune de Fresnoy-lès-Roye, en France.

## Localisation
La croix est située dans le cimetière, sur le territoire de la commune de Fresnoy-lès-Roye, dans le département de la Somme, en région des Hauts-de-France, en France.

## Historique
La croix daterait du XIIe siècle mais fut gravement endommagée lors de la Première Guerre mondiale.
La croix est classée au titre des monuments historiques par arrêté du 23 octobre 1897. 

## Description
Le fut de la croix était composé de quatre colonnes groupées autour d'un noyau central et chaque colonne étaient surmonté de chapiteaux décorés de feuilles et de têtes d'hommes. Au sommet du fut et sur une petite pyramide, reposait une croix régulière de style grec. Elle s'inscrivait dans un losange (plutôt que dans un cercle) d'entrelacs découpés représentant neuf petits losanges ajourés. Le cadre extérieur de la croix était orné de fleurons ainsi que de deux têtes humaines, possiblement Adam et Ève. La croix de Fresnoy aurait eu « la plus grande ressemblance » avec la croix romane de Grisy, dans le Calvados